# Championnat de Slovaquie de football américain
Le Championnat de Slovaquie de football américain ou Ligue Slovaque de football américain (Slovenská futbalová liga) est une compétition réunissant  depuis 2010 l'élite des clubs slovaques de football américain. En 2013 et 2014, il n'y eut pas de championnat en raison du nombre peu élevé de participants, les plus grands clubs préférant jouer dans les concurrences étrangères.
Cette compétition organisée depuis 2011 par l'Association Slovaque de football américain (Slovenská asociácia amerického futbalu) se dispute actuellement en une phase régulière de type championnat laquelle est suivie d'une phase de playoffs (1/2 finales) le tout se clôturant par la finale dénommée « Slovak Bowle ». En 2010, la compétition était organisée par la Slovenská zväz amerického futbalu (SZAF)

## Clubs de la saison 2018
- Cassovia Steelers (it) (créé en 2011)
- Nitra Knights (it) (créé en 1997)
- Trnava Bulldogs (it) (créé en 2007)
- Žilina Warriors (it) (créé en 2010)
- Zvolen Patriots (it) (créé en 2006)

### Anciennes équipes
- Banská Bystrica Daemons (créé en 2009)
- Bratislava Monarchs (en) (créé en 1996 - joue dans le championnat d'Autriche en 2018)
- Smolenice Eagles (créé en 2009)
- Topoľčany Kings (it) (créé en 2009)

## Palmarès du Slovak Bowle
| Édition du Slovak Bowle | Saisons | Champion                                        | Adversaire                                      | Résultat                                                          |
| ----------------------- | ------- | ----------------------------------------------- | ----------------------------------------------- | ----------------------------------------------------------------- |
| -                       | 2010    | Zvolen Patriots                                 | Nitra Knights                                   | Saison régulière uniquement (pas de playoffs ni bowl - 3 équipes) |
| -                       | 2011    | Bratislava Monarchs                             | Nitra Knights                                   | Saison régulière uniquement (pas de playoffs ni bowl - 4 équipes) |
| -                       | 2012    | Bratislava Monarchs                             | Trnava Bulldogs                                 | Saison régulière uniquement (pas de playoffs ni bowl - 4 équipes) |
| -                       | 2013    | pas de championnat organisé par manque d'équipe | pas de championnat organisé par manque d'équipe | pas de championnat organisé par manque d'équipe                   |
| -                       | 2014    | pas de championnat organisé par manque d'équipe | pas de championnat organisé par manque d'équipe | pas de championnat organisé par manque d'équipe                   |
| I                       | 2015    | Bratislava Monarchs                             | Trnava Bulldogs                                 | 42 - 33                                                           |
| II                      | 2016    | Trnava Bulldogs                                 | Žilina Warriors                                 | 63 - 7                                                            |
| III                     | 2017    | Bratislava Monarchs                             | Žilina Warriors                                 | 59- 12                                                            |
| IV                      | 2018    | Trnava Bulldogs                                 | Zilina Warriors                                 | 24 - 12                                                           |

### Tableau d'honneur
|   | Club                | Nombre de titres | Dernier titre | Nombre de finales perdues | Dernière défaite en finale |
| - | ------------------- | ---------------- | ------------- | ------------------------- | -------------------------- |
| 1 | Bratislava Monarchs | 4                | 2017          | -                         | -                          |
| 2 | Trnava Bulldogs     | 2                | 2018          | 2                         | 2015                       |
| 3 | Zvolen Patriots     | 1                | 2010          | -                         | -                          |
| 4 | Zilina Warriors     | -                | -             | 3                         | 2018                       |
| 5 | Nitra Knights       | -                | -             | 2                         | 2011                       |